# دریاچه گاریبالدی
دریاچه گاریبالدی یک دریاچه کوهستانی فیروزه‌ای رنگ در بریتیش کلمبیا، کانادا است. که در ۳۷ کیلومتری (۲۳ مایلی) شمال اسکوامیش و ۱۹ کیلومتری (۱۲ مایلی) جنوب ویسلر واقع شده است.
این دریاچه در پارک استانی گاریبالدی نهفته است که کوهها، یخچال‌های طبیعی، مسیرهای پیاده‌روی، جنگلها، گلها و گیاهان، مراتع و آبشارهای متعدد از ویژگی‌های آن است. پارک استانی گاریبالدی یک منطقه حفاظت شده حیات وحش است.

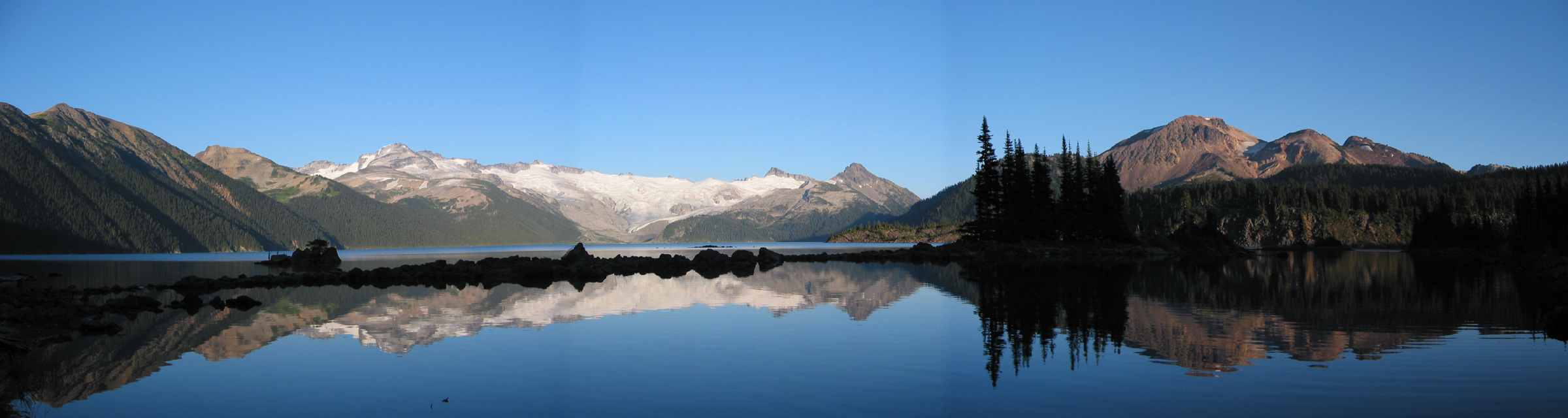
دورنمای پانوراما ی دریاچه گاریبالدی، با یخچال اسفینکس در دوردست و کوه آتشفشان پرایس و قله کلینکر در سمت راست. جزایر باتلشیپ در پیش زمینه دیده می‌شوند.

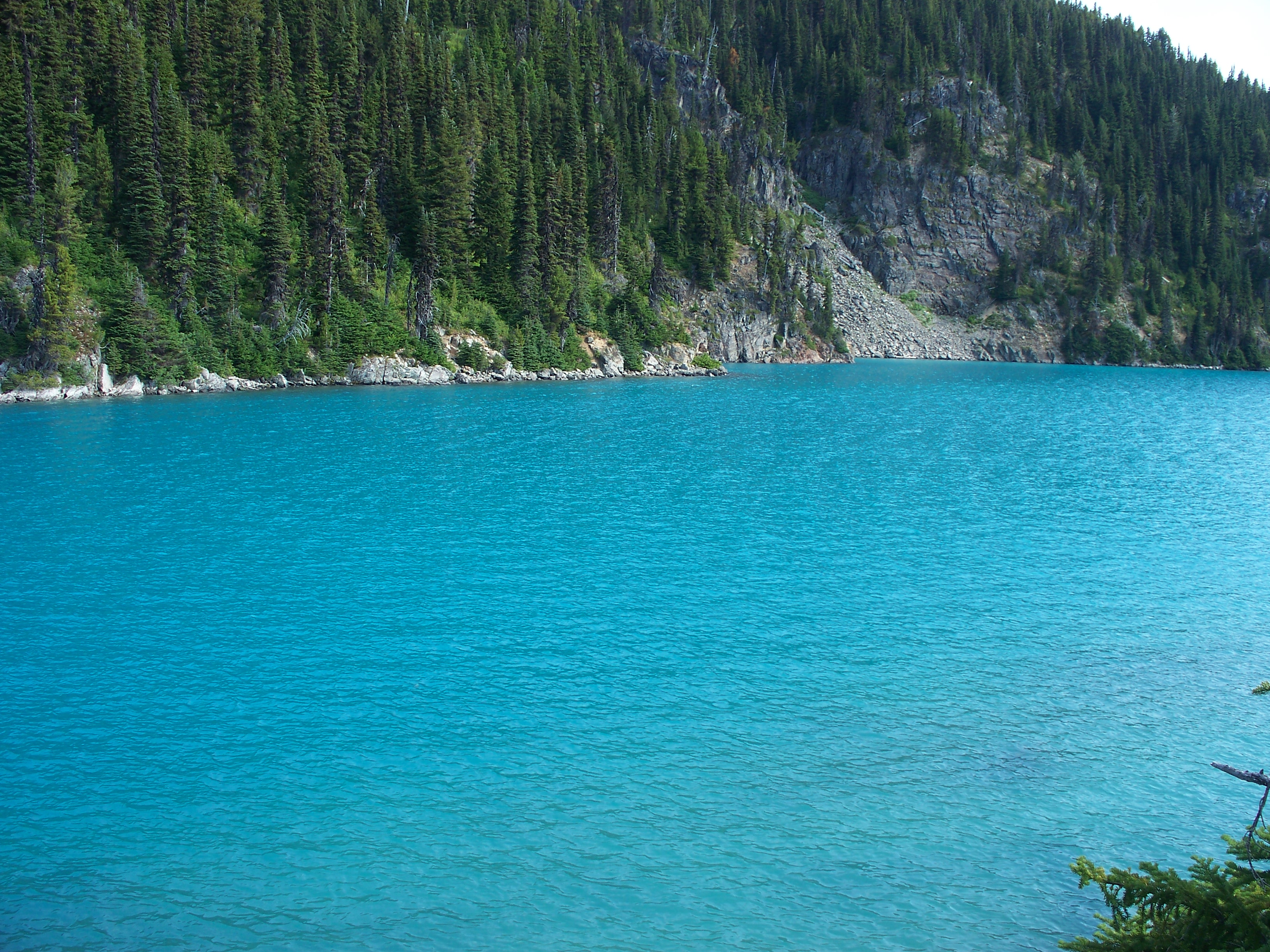
بخشی از دریاچه گاریبالدی در نزدیکی خروجی نهر رابل

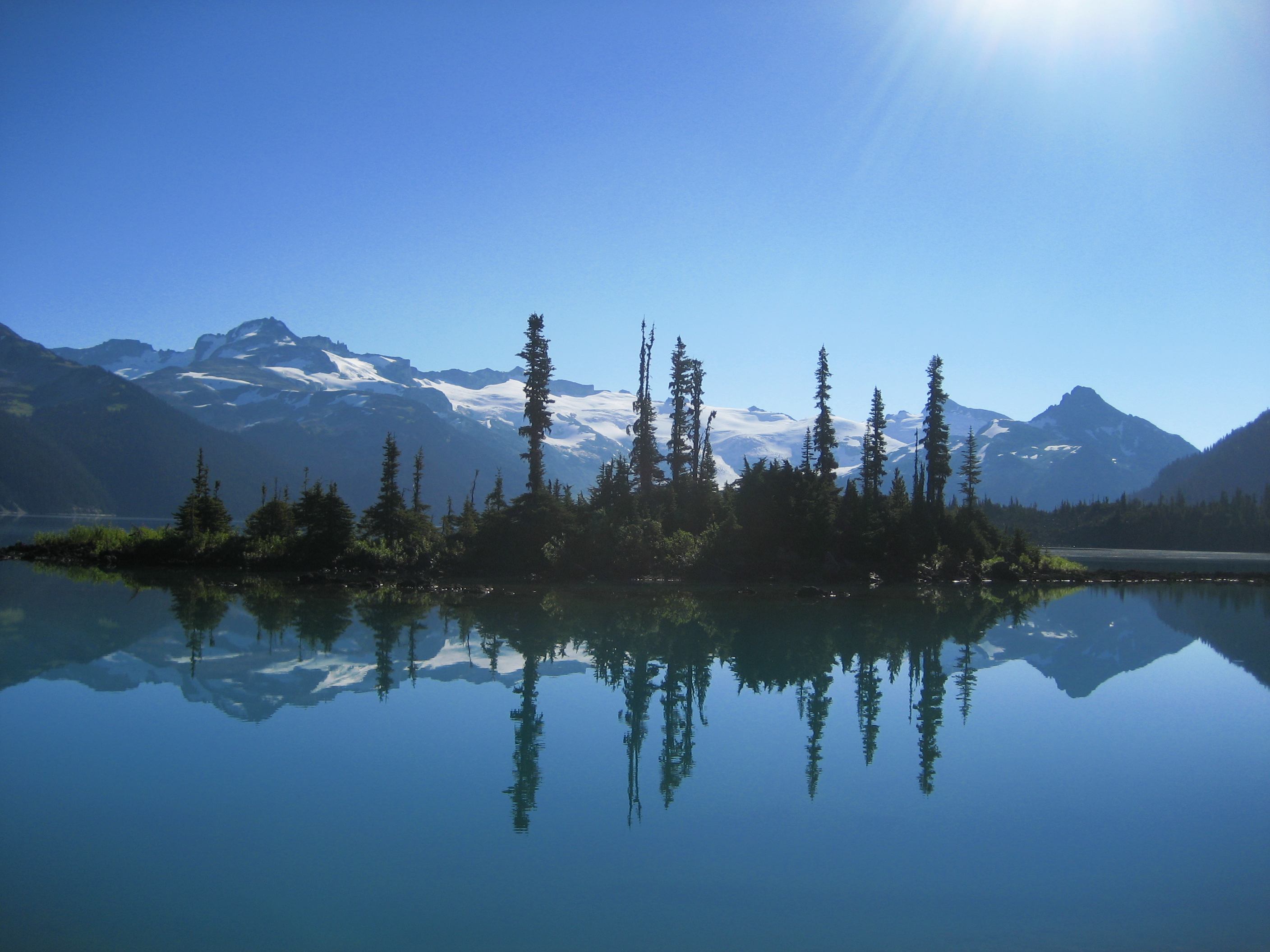
دریاچه گاریبالدی و جزایر باتلشیپ

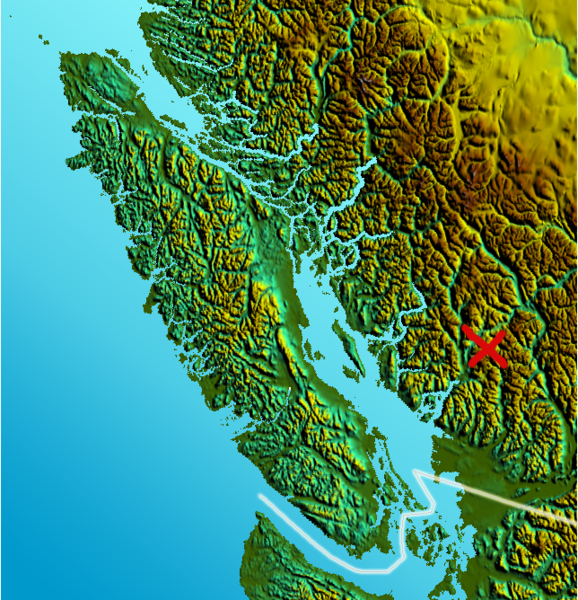
موقعبت دریاچه گاریبالدی